# Museu da Brigada Militar
O Museu da Brigada Militar é um museu brasileiro, localizado em Porto Alegre, voltado para a preservação e divulgação da memória da Brigada Militar. 
Foi fundado em 1985 e aberto ao público em 1987. A sede antiga na avenida Aparício Borges é uma edificação histórica inaugurada em 1910 e tombada pelo Instituto do Patrimônio Histórico e Artístico do Estado do Rio Grande do Sul (IPHAE), em processo de restauro desde 2000, ainda não concluído em 2024. A sede nova na rua da Praia, para onde o museu mudou em 2000, é a sede original do Comando Geral da Brigada, construída em 1929. A Brigada pretende manter os dois edifícios como museu.

## História
Desde 1947 a ideia de um museu para preservar a memória da Brigada Militar gaúcha vinha sendo defendida pelo tenente Hélio Moro Mariante, mas ele só foi criado em 14 de outubro de 1985, pelo Decreto nº 32.030, sendo aberto ao público em maio de 1987 em um prédio construído em 1910 na Chácara das Bananeiras, situada na avenida Aparício Borges, no bairro Partenon. A construção é de grande interesse arquitetônico, e serviu originalmente como um pavilhão de treinamento em tiro e combate para os soldados da Brigada Militar.
O prédio foi tombado pelo IPHAE em 1990, quando já estava em estado de decadência. Foi desocupado em 2000 para passar por uma restauração completa, depositando-se o acervo no Quartel do Comando Geral da Brigada na Rua da Praia nº 498, no Centro Histórico de Porto Alegre. Foram organizadas salas de exposição, arquivo e biblioteca e o museu reabriu para visitas do público. Este casarão foi projetado pelo engenheiro Teófilo Borges de Barros, e inaugurado em 1929.
Contudo, as obras na sede antiga sofreram longos atrasos. Em 2005 o Ministério Público foi acionado para exigir o início imediato do restauro, recebendo decisão favorável em 2007, determinando o início da obra num prazo de 90 dias. O trabalho não foi concluído e foi paralisado em 2011.
Em 2023 o Estado ainda não tinha atraído empresas para a licitação, mas em 2024 as obras estavam em andamento. Segundo declarações da Brigada, a ideia é manter os dois prédios como museus, devido ao constate crescimento da coleção.

## Acervo
O acervo é composto de importantes coleções de revistas e livros que retratam a história da Brigada Militar, além de uma variedade de objetos, mobiliário, peças de fardamento, medalhas e armas, que resgatam a memória da corporação e, por extensão, do próprio Estado do Rio Grande do Sul nos últimos 180 anos. Sua biblioteca possui entre outras raridades a coleção completa da Revista do Globo (1.100 edições do período entre 1929 e 1967), documentos dos séculos XIX e XX e Boletins Gerais.

## Galeria

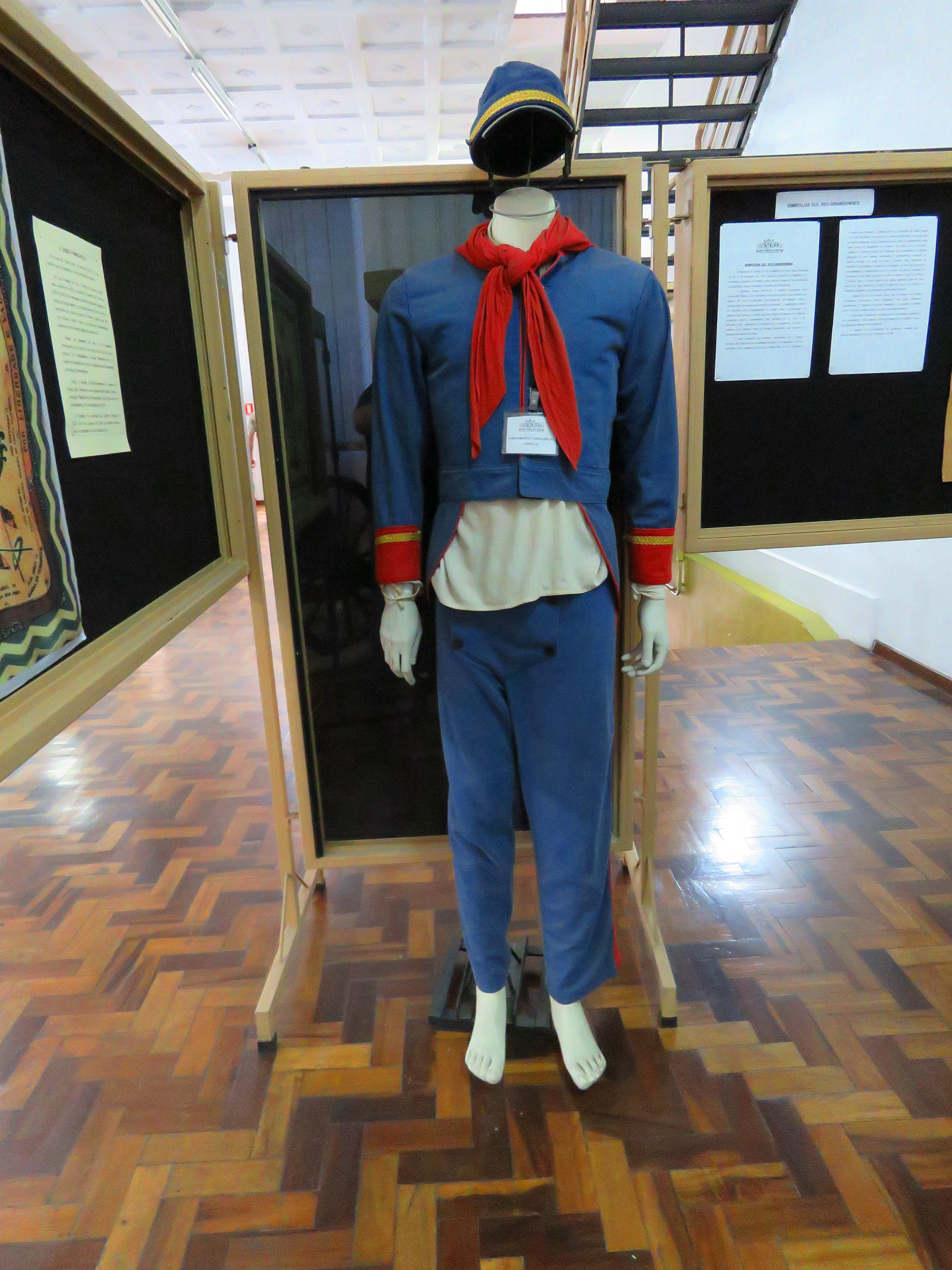
Uniforme Farroupilha
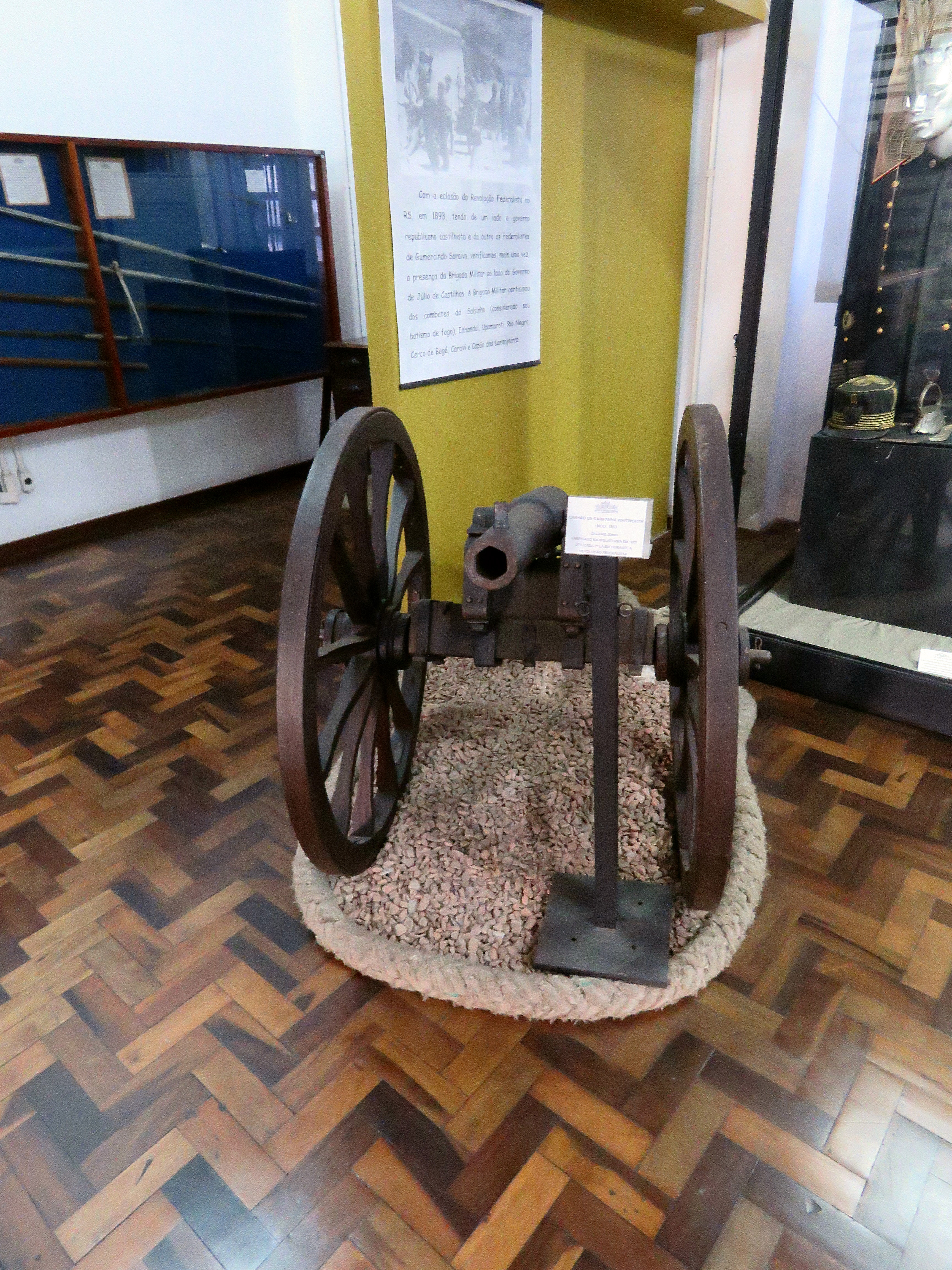
Canhão de 1863
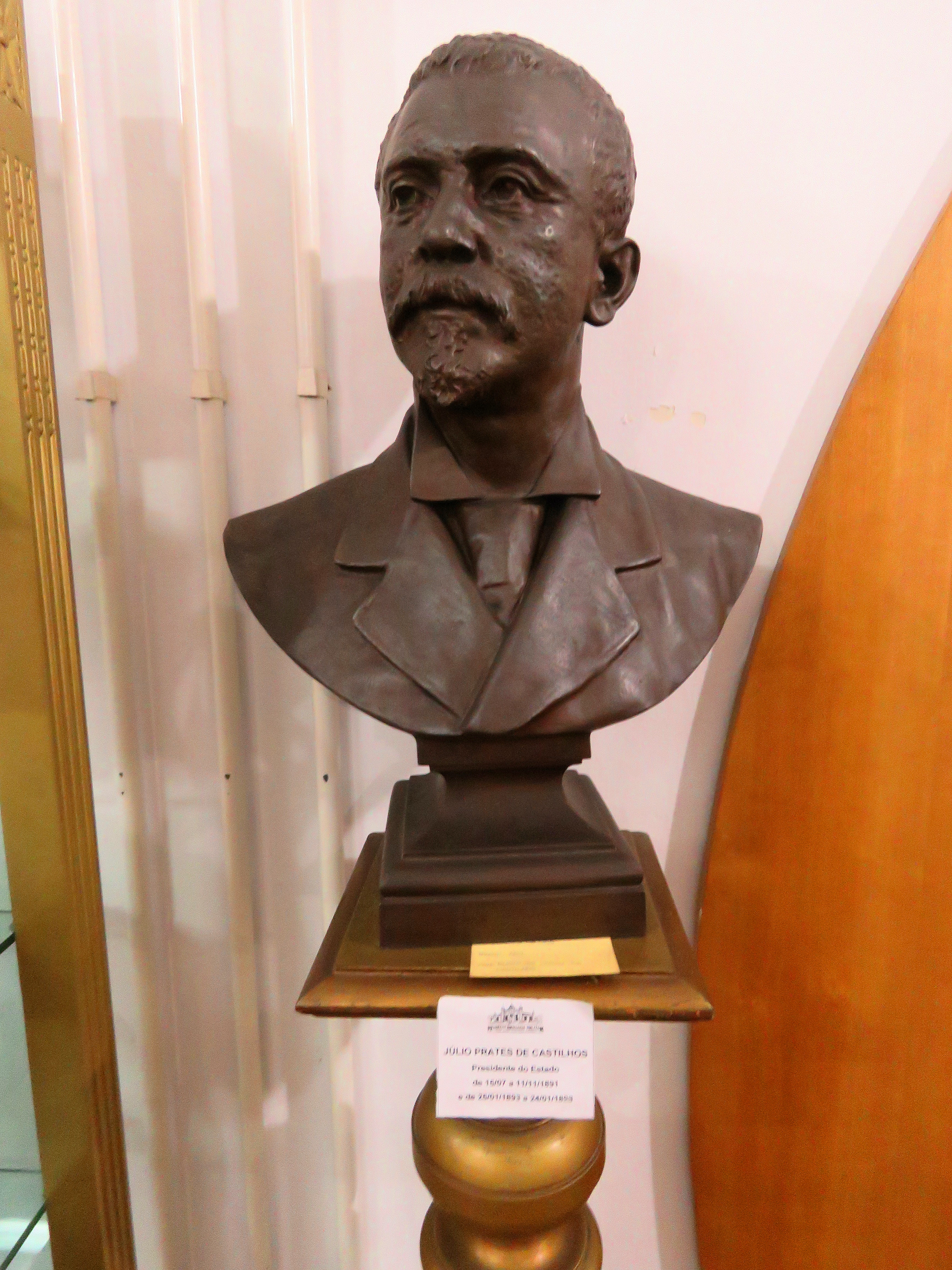
Busto de Júlio Prates de Castilhos
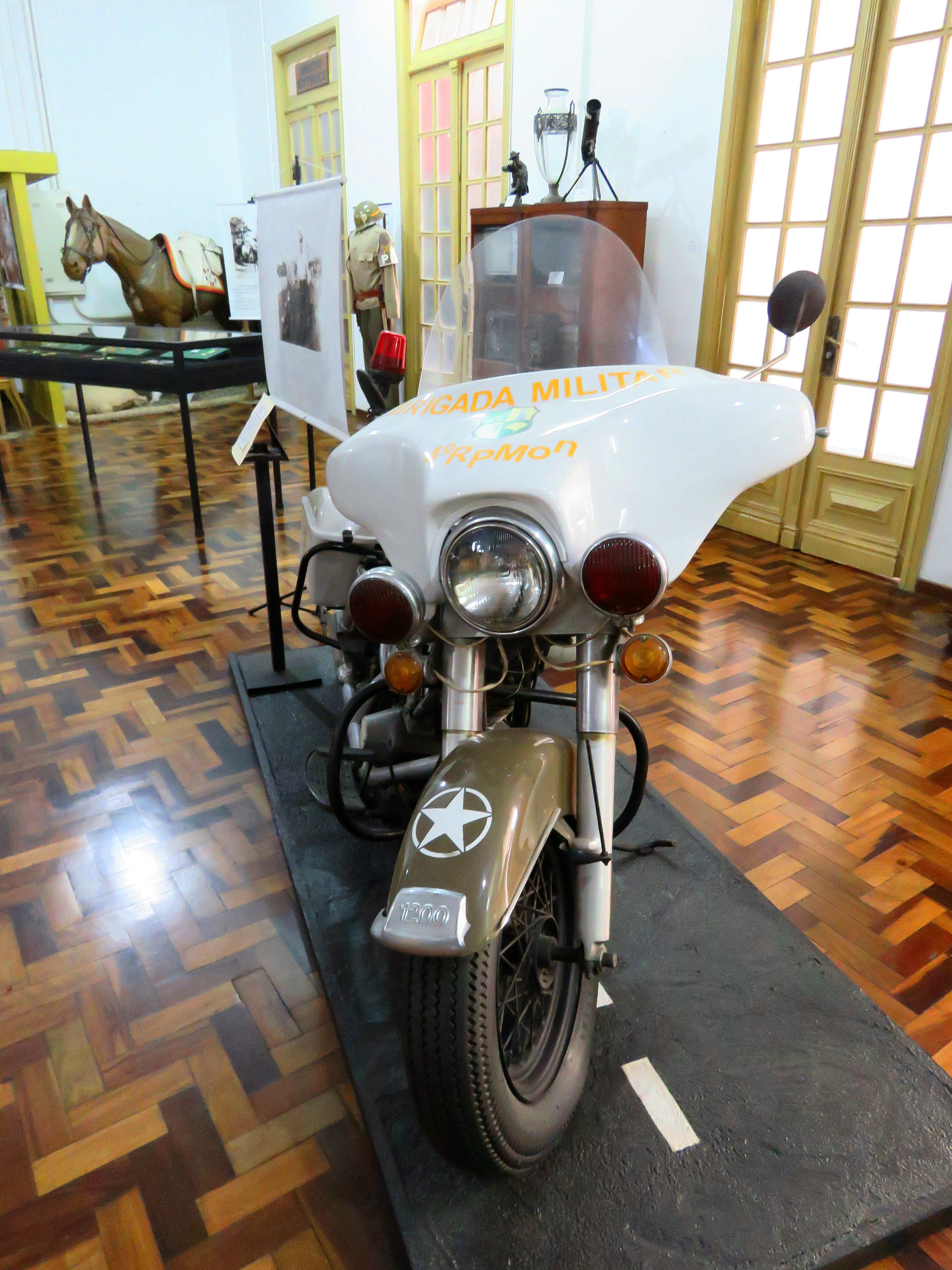
Motocicleta